# Marne (departement)
Marne (51) is een Frans departement.

## Geschiedenis
Het departement was een van de 83 departementen die werden gecreëerd tijdens de Franse Revolutie, op 4 maart 1790 door uitvoering van de wet van 22 december 1789, uitgaande van een deel van de provincie Champagne. In 2017 werd het arrondissement Sainte-Menehould opgeheven.

## Geografie
Marne grenst aan de departementen Ardennes, Meuse, Haute-Marne, Aube, Seine-et-Marne en Aisne. Door dit departement loopt ook de rivier de Marne, waaraan het gebied zijn naam ontleent. Het departement behoort tot de regio Grand Est.
Marne bestaat uit de vier arrondissementen:
- Arrondissement Châlons-en-Champagne
- Arrondissement Épernay
- Arrondissement Reims
- Arrondissement Vitry-le-François

Marne heeft 23 kantons:
- Kantons van Marne

Marne heeft 619 gemeenten:
- Lijst van gemeenten in het departement Marne

## Demografie
De inwoners van Marne heten Marnais.

### Demografische evolutie sinds 1962
| Naam       | Index 1962 | Index 1968 | Index 1975 | Index 1982 | Index 1990 | Index 1999 | Index 2008 | Index 2019 |
| ---------- | ---------- | ---------- | ---------- | ---------- | ---------- | ---------- | ---------- | ---------- |
| Marne      | 100,0      | 109,8      | 120,0      | 123,0      | 126,3      | 127,9      | 128,0      | 128,1      |
| Frankrijk* | 100,0      | 107,1      | 113,3      | 117,0      | 121,9      | 126,0      | 133,8      | 140,1      |

| Naam       | Inw./Km² 1962 | Inw./km² 1968 | Inw./km² 1975 | Inw./km² 1982 | Inw./km² 1990 | Inw./km² 1999 | Inw./km² 2008 | Inw./km² 2019 |
| ---------- | ------------- | ------------- | ------------- | ------------- | ------------- | ------------- | ------------- | ------------- |
| Marne      | 54,2          | 59,4          | 65,0          | 66,6          | 68,4          | 69,3          | 68,1          | 69,4          |
| Frankrijk* | 84,2          | 90,1          | 95,4          | 98,5          | 102,7         | 106,1         | 112,7         | 119,7         |

Frankrijk* = exclusief overzeese gebieden
Bron: Recensement Populaire INSEE - 1962 tot 1999 population sans doubles comptes, nadien Population Municipale
Op 1 januari 2022 had Marne 564.107 inwoners.

### De 10 grootste gemeenten in het departement
| #  | Gemeente             | Aantal inwoners (2022) |
| -- | -------------------- | ---------------------- |
| 1  | Reims                | 178.478                |
| 2  | Châlons-en-Champagne | 43.218                 |
| 3  | Épernay              | 22.022                 |
| 4  | Vitry-le-François    | 11.349                 |
| 5  | Tinqueux             | 10.662                 |
| 6  | Bétheny              | 7.030                  |
| 7  | Cormontreuil         | 6.454                  |
| 8  | Fismes               | 5.884                  |
| 9  | Saint-Memmie         | 5.439                  |
| 10 | Aÿ-Champagne         | 5.148                  |

## Afbeeldingen

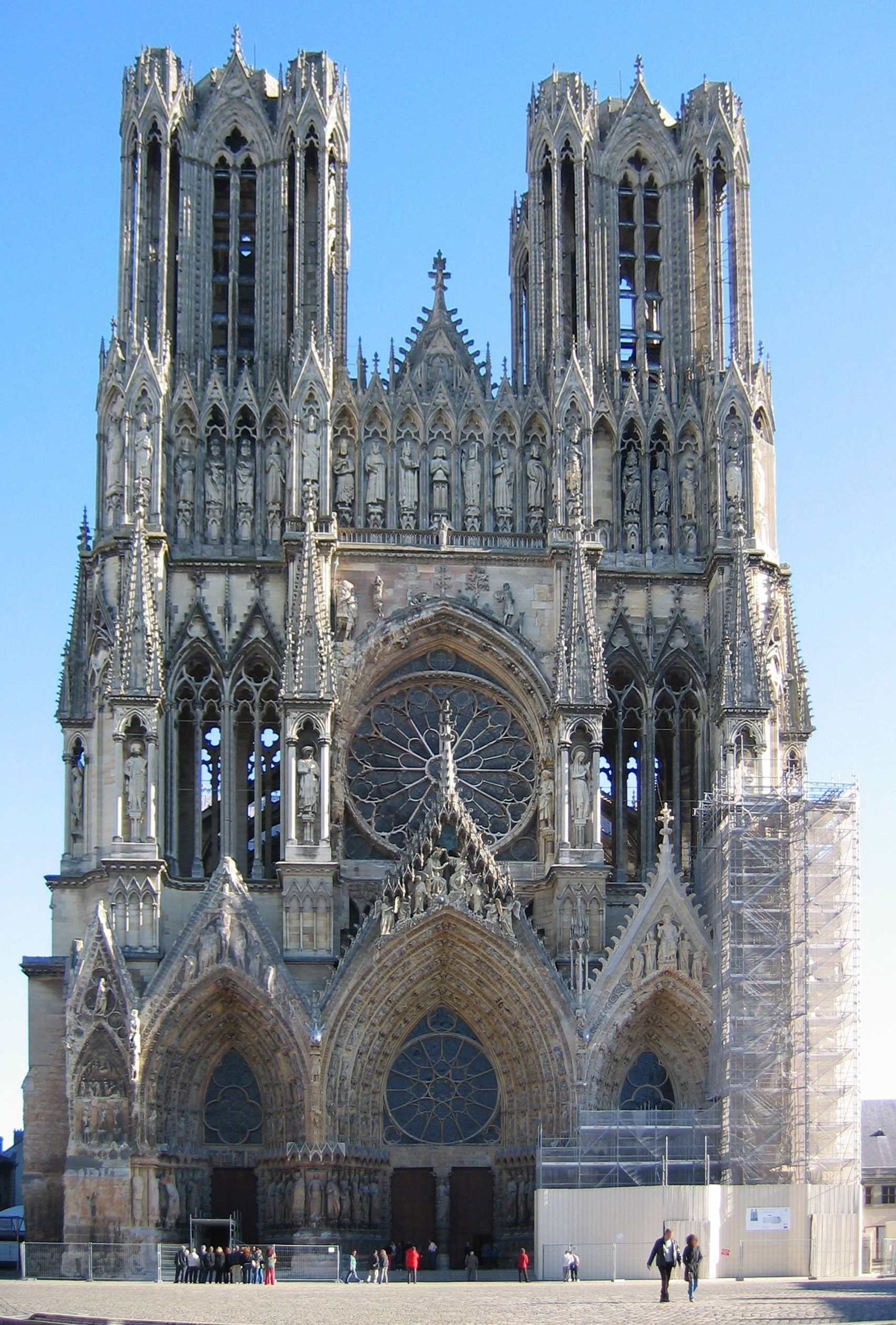
Cathédrale Notre-Dame, Reims
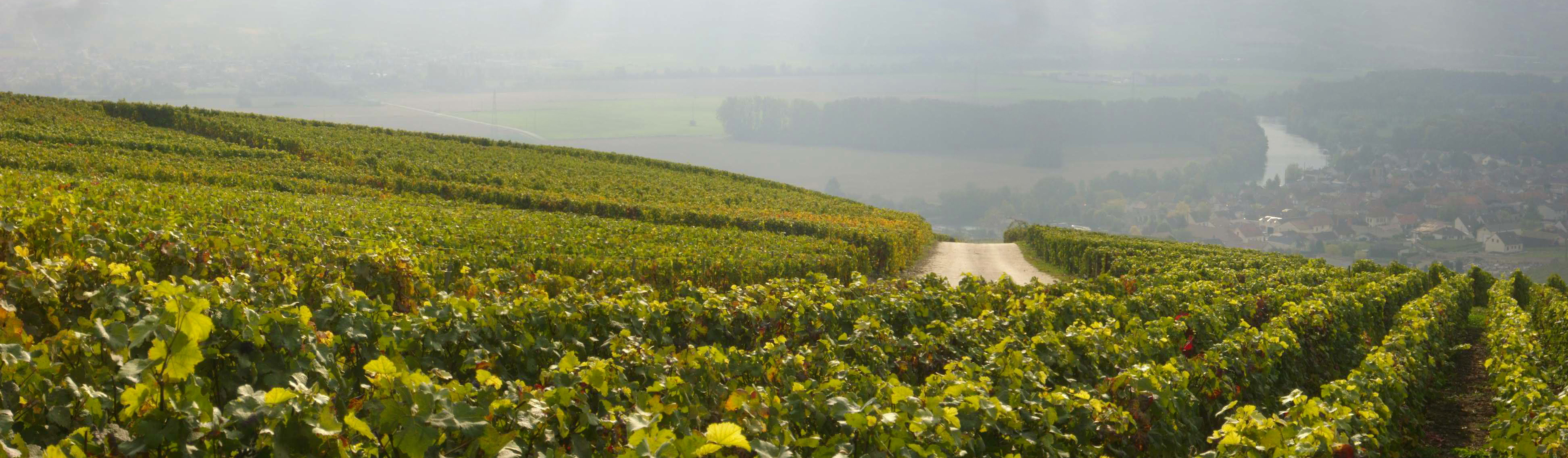
Wijngaarden bij Hautvillers